# Naipanga
Naipanga è una circoscrizione mista (mixed ward) della Tanzania situata nel distretto di Nachingwea, regione di Lindi. Conta una popolazione di 10 665 abitanti (censimento 2012).